# Nobelpreis für Chemie 1901

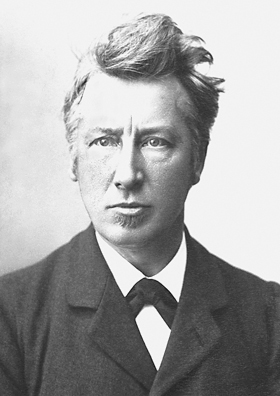
Jacobus Henricus van ’t Hoff,
Nobelpreis für Chemie 1901

Für den Nobelpreis für Chemie 1901 gingen 20 Nominierungen ein. Der Nobelpreis wurde dem niederländischen Chemiker Jacobus Henricus van ’t Hoff zuerkannt, der elfmal vorgeschlagen war. 
Von den anderen Nominierten erhielt Emil Fischer, der viermal vorgeschlagen war, den Nobelpreis für Chemie im Folgejahr, Svante Arrhenius, dreimal vorgeschlagen, im Jahr 1903, Henri Moissan, der eine Nominierung erhielt, im Jahr 1906.

## Liste der Nominierungen
| Nominierter                                   | durch                                 |
| --------------------------------------------- | ------------------------------------- |
| Svante Arrhenius                              | Johan Rosenberg                       |
| Svante Arrhenius Jacobus Henricus van ’t Hoff | Per Teodor Cleve                      |
| Svante Arrhenius Jacobus Henricus van ’t Hoff | Otto Pettersson                       |
| Marcelin Berthelot                            | Félix Joseph Henri de Lacaze-Duthiers |
| Emil Fischer                                  | Adolf von Baeyer                      |
| Emil Fischer                                  | Edvard Hjelt                          |
| Emil Fischer                                  | John Nef                              |
| Emil Fischer                                  | Oskar Widman                          |
| Henri Moissan                                 | Marcelin Berthelot                    |
| William Jackson Pope                          | Silvanus Phillips Thompson            |
| Zdenko Hans Skraup                            | Eduard Lippmann                       |
| Jacobus Henricus van ’t Hoff                  | Eugen Bamberger                       |
| Jacobus Henricus van ’t Hoff                  | Emil Fischer                          |
| Jacobus Henricus van ’t Hoff                  | Robert Gnehm                          |
| Jacobus Henricus van ’t Hoff                  | Mitglied des Nobelkomitees für Chemie |
| Jacobus Henricus van ’t Hoff                  | Hans Heinrich Landolt                 |
| Jacobus Henricus van ’t Hoff                  | Richard Lorenz                        |
| Jacobus Henricus van ’t Hoff                  | Georg Lunge                           |
| Jacobus Henricus van ’t Hoff                  | Sir William Ramsay                    |
| Jacobus Henricus van ’t Hoff                  | Frederick Pearson Treadwell           |